# 大乱走ダッシュor奪取!!
『大乱走ダッシュor奪取!!』（だいらんそうダッシュオアだっしゅ）は、プラネットGより2014年2月27日に配信されたPlayStation Vita専用ゲームソフト。

## 概要
電脳空間を舞台に、6人のキャラクターから一人を選択し、キーアイテムの入ったアタッシュケースを3人の相手とともに奪い合うアクションゲーム。
キーアイテムは拾ってから所持している間に一定間隔で転送率が上昇していく。逃走者の持つキーアイテムの転送率が100%になるか、制限時間内において最も転送率の高かったプレイヤーが勝利となる。
アイテムを持った逃亡者が、追跡者の視界に入るとバトルへと移行する。
オンラインモードにも対応しており、他のプレイヤーたちと対戦できるモードや、他のプレイヤーが育てたキャラクターからランダムで選ばれてCPUとして対戦することができるモードもある。
同年12月をもってサービスを終了した。

## 登場人物
榛東 京哉（しんとう きょうや）
声 - 櫻井孝宏
冷静なタイプの青年。妹の手術費用を稼ぐために、電脳空間で繰り広げられるゲーム"DASH"に参加している。
寺園 ひより（てらぞの ひより）
声 - 内田真礼
穏やかな性格の少女。失踪した兄の手がかりをつかむべく、周囲の反対を押し切り"DASH"に参加している。
天坂 茉莉愛（あまさか まりあ）
声 - 沼倉愛美
緑色の猫のパーツのついたパーカーを着た少女。
人に好かれることに長けており、なんでもこなすことができるが、それゆえ人生をつまらなく思っている。
あまり本気を出さずに"DASH"に参加したところ、ネット上で彼女の姿勢に対する批判が出てきて彼女の癪に障ったため、本気でこのゲームに参加するようになった。
仮沢 仮令（かりさわ たとえ）
声 - 柿原徹也
人と打ち解けることが得意な少年。シリアスな雰囲気を苦手としており、そのような場で冗談を飛ばしてはひんしゅくを買っている。
お調子者のように見えるが、真面目で内向的な性格を隠すためにそのようにふるまっている。
DASHの人気プレイヤーに惹かれ、自身もその世界に飛び込むも、評判と実際の自分とのギャップに悩まされる結果となった。
旭 信因（あさひ のぶより）
声 - 遊佐浩二
軽い性格の男性。プレイヤーキャラ中最年長である。かつては凄腕のDASHプレイヤーとして有名だった。
DASHの競技チームから去った後、事故に遭いしばらくDASHに参加していなかったものの、あることを機に復帰した。
美南見・H・友璃香（みなみ・H・ゆりか）
声 - 豊口めぐみ
金髪碧眼の美女で、年齢の話となると硬い表情となる。過去にDASHで親友を傷つけてしまったことがあり、弱みを見せないようにしている。